# Plancher-Valcour
Plancher-Valcour, bürgerlich Philippe-Aristide-Louis-Pierre de Valcour (* 23. Februar 1751 in Saint-Pierre-sur-Dives; † 28. Februar 1815 in Belleville), war ein französischer Literat, Schauspieler und Theaterdirektor.

## Biographie
Bereits in jungen Jahren schloss sich Valcour einer fahrenden Schauspieltruppe an. Bei dieser betätigte er sich als Komödiant, schrieb aber auch etliche, eher mittelmäßige, Dramen für diese.
1785 gründete er, zusammen mit Schauspieler Dorfeuille, das Théâtre des Délassements–Comiques. Bis 1787 feierte das Theater große Erfolge, brannte dann aber ab. Zusammen mit einem neuen Teilhaber, dem Polizeileutnant Lenoir, bauten sie das Theater wieder auf, obwohl die umliegenden Theater das zu verhindern suchten. Lenoir konnte aber dank seiner Beziehungen alles zum Guten wenden. Allerdings konnten nur pantomimische Schattentheater, hinter einer Gazewand, gegeben werden.
Am Tag des Sturms auf die Bastille stürmt Valcour auf die Bühne, zerriss die Gaze und rief vive la liberté (es lebe die Freiheit). Er änderte daraufhin seinen Vornamen und nannte sich, ganz republikanisch, Aristide.
1792 wurde Valcour Direktor des Théâtre Molière, für das er viele Stücke schrieb, die auch am Théâtre de la Cité angenommen wurden. Von 1793 bis 1794 betätigte er sich auch als wissenschaftlicher Redakteur beim Journal de la Montagne. Weiterhin veröffentlichte er auch ein eigenes Journal, das Indépedant, das spöttisch auf die Missstände in der Politik hinwies. Seine Bühnenstücke in dieser Zeit waren stark vom Republikanismus geprägt.
Im Jahr 1800 wurde er zum Friedensrichter im 5. Arrondissement. Ab dem Jahr 1807 trat er dann wieder, im Odéon, auf.

## Œuvre (Auszug)
Valcours Werk ist vielfältig. Neben Bühnenstücken schrieb er auch Gedichte, Romane und historische Betrachtungen.

### Bühnenstücke
- La Folie chinoise, Melodram. 1805, Théâtre de la Gaîté
- Bianco, ou l’Homme invisible, Melodram, 1803, Théâtre de la Cité
- Le vous et le toi, Vaudeville, 1794, Théâtre de la Cité
- Pourquoi Pas? Ou Le roturier parvenu, Komödie, 1782
- A bon vin point d’enseigne, Komödie, 1781, Théâtre des Délassements–Comiques

### Dichtung
- Chanson des sans-culottes, Lieder, 1793
- Le Consistoire, ou l’Esprit de l’Église: poème héroïcomique en six chants, Gedichte, 1799

### Weitere Schriften
- Les trois évangiles, de la veille, du jour, et du lendemain, Allegorien, 1793
- Annales du crime et de l’innocence, ou Choix de causes célèbres anciennes et modernes, 1813